# 福岡市営渡船

福岡市営渡船の航路（クリックで拡大）

福岡市営渡船（ふくおかしえいとせん）は、福岡県福岡市の博多湾内外を結ぶ定期旅客船航路（渡し舟）である。
福岡市港湾空港局総務部客船事務所が運営している。

## 現在運行している航路
以下の航路がある。いずれも福岡市が周辺市町村を編入する際に編入された町村が運営していた公営渡船を引き継いだ航路を起源としている。
現在は博多区にある博多ふ頭から発着する航路と、市街地西部にある姪浜旅客待合所（一般的には「能古渡船場」と呼ばれる）から発着する航路がある。
なお、博多ふ頭と海の中道、およびシーサイドももちのマリゾンと海の中道をむすぶうみなかラインは安田産業汽船による民間航路である。

### 博多・志賀島航路
運航経路
博多ふ頭（博多区） - 西戸崎（東区） - 志賀島（東区）
（平日朝に1便のみ 博多ふ頭→志賀島 直行便あり）
使用船舶
- きんいん1（120トン・162人）
- きんいん（19トン・85人・小型船） - 「きんいん2」の後継として2015年導入
- ゆうなみ（99トン・150人） - 他航路（能古航路を除く）との共通予備船。2019年導入

西戸崎を経由して博多ふ頭と志賀島を結ぶ航路で、旧志賀町営渡船を同町の編入に伴い引き継いだものである。明治末期から志賀島漁業組合をはじめとした複数の業者が志賀島と博多間の航路を運営していたが、過当競争に陥ったため1933年（昭和8年）に当時の志賀村が渡船事業を公営としたのが発祥である。その後1971年（昭和46年）に志賀町が福岡市に編入され、市営渡船に引き継がれた。長らく博多から志賀島を直航していたが、1989年からはマリンワールド海の中道のオープンに伴い海の中道への寄港を開始した。しかし、1996年4月に「きんいん1」「きんいん2」が就航開始したのに伴い船速が大幅に引き上げられたことから、海の中道への寄港が廃止され、「おとひめ」による博多ふ頭からの直行便に変更された（2006年3月廃止）。その後は利用客減少の影響によって2015年に「きんいん2」が小型船「きんいん」に交代され、同年4月より大岳への寄港が廃止された。
1日15往復の運航で、全行程の所要時間は30分（博多ふ頭 - 志賀島直行便は20分）。
西戸崎・志賀島と福岡市中心部の間は陸路での移動も可能であるが、地形の関係上、博多ふ頭から北西に向かって海上を移動する本航路のほうが移動距離・所要時間が短い。通常ダイヤでは「きんいん1」「きんいん」の2隻が使用され、残る「ゆうなみ」は通常使用される船がドック入り時に代航で入るなど予備として使用されている。予備船にはかつて「きんいん3」が使用されていたが、2019年に交代した。

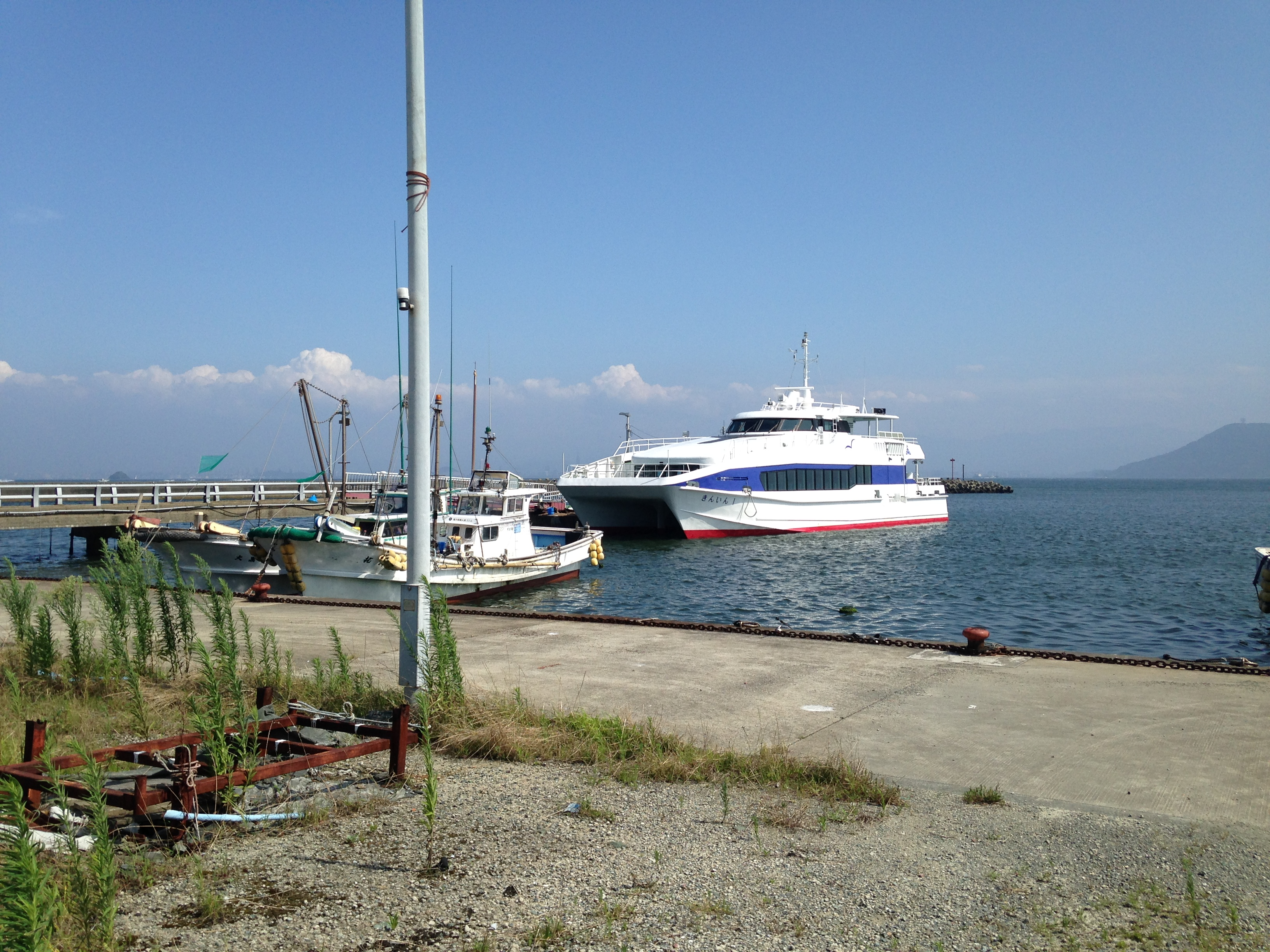
志賀島港に停泊中の大型船「きんいん1」
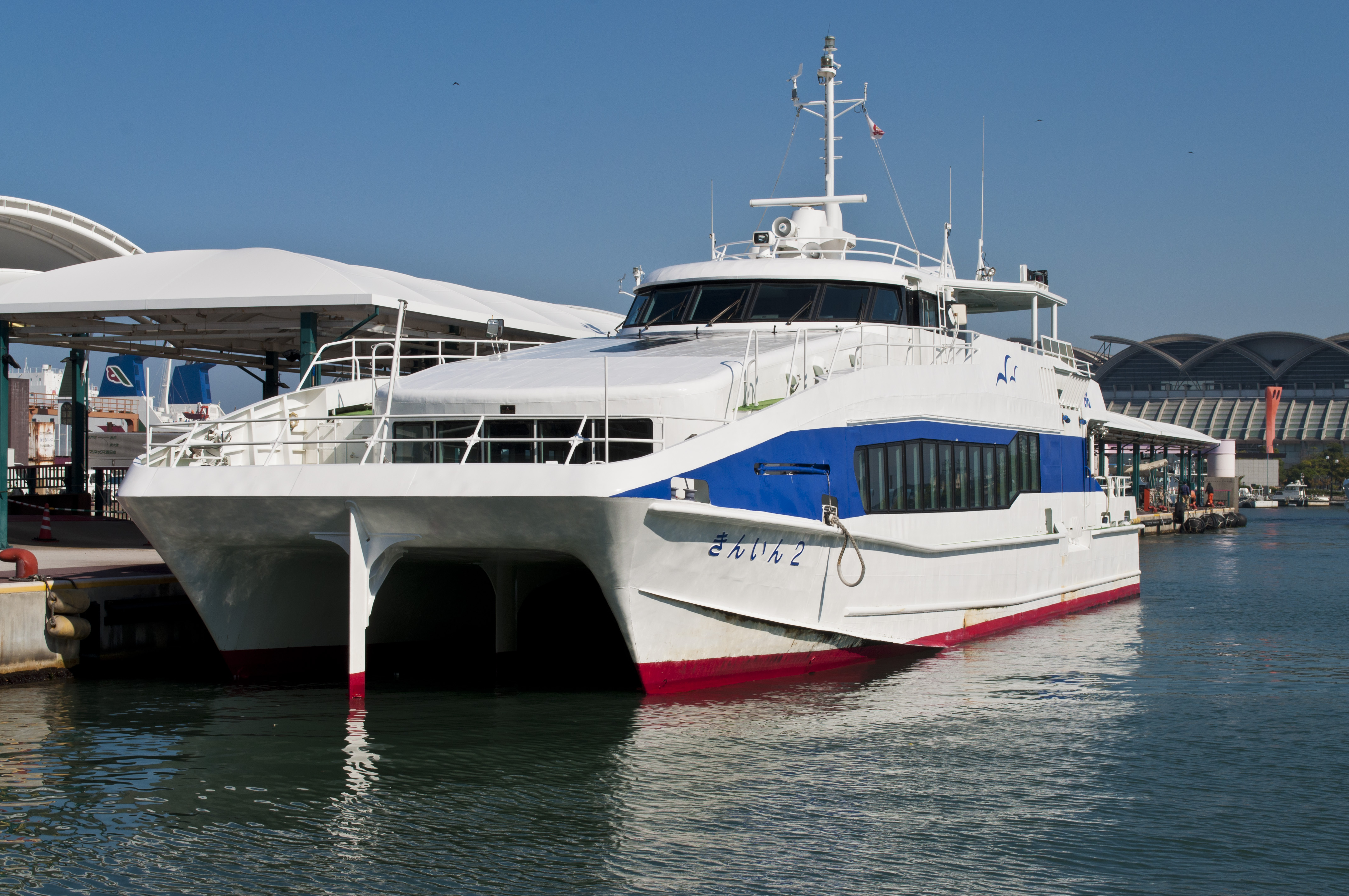
大型船「きんいん2」（引退）
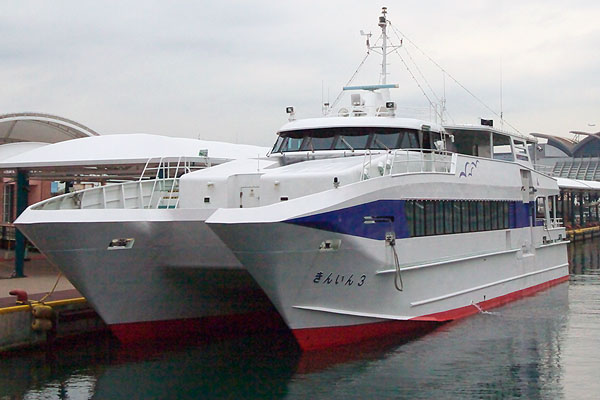
大型船「きんいん3」
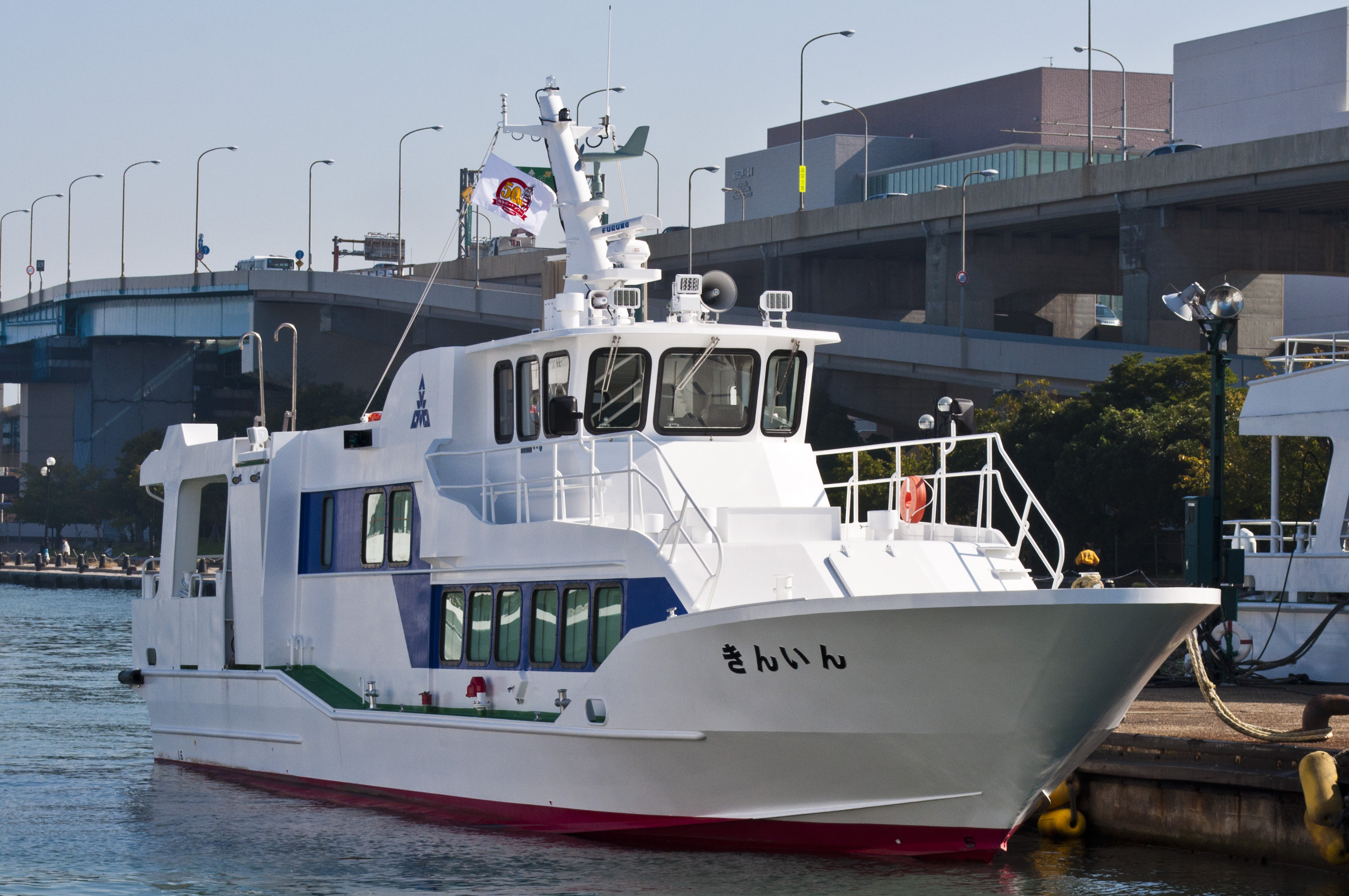
小型船「きんいん」

### 玄界島・博多航路
運航経路
玄界島（西区） - 博多ふ頭
使用船舶
- みどり丸（94トン・82人）
- ゆうなみ（99トン・100人[2]） - 他航路（能古航路を除く）との共通予備船。2019年導入。

福岡市本土側と玄界島を結ぶ航路。玄界島航路は旧北崎村営渡船を引き継いだ後、発着場所を博多ふ頭に変更したものである（経緯は下記の玄界島・宮浦航路を参照のこと）。1日7往復の運航で、所要時間は35分。
老朽化した「ニューげんかい」を置き換える形で、2015年（平成27年）11月8日より「みどり丸」の運航が開始された。

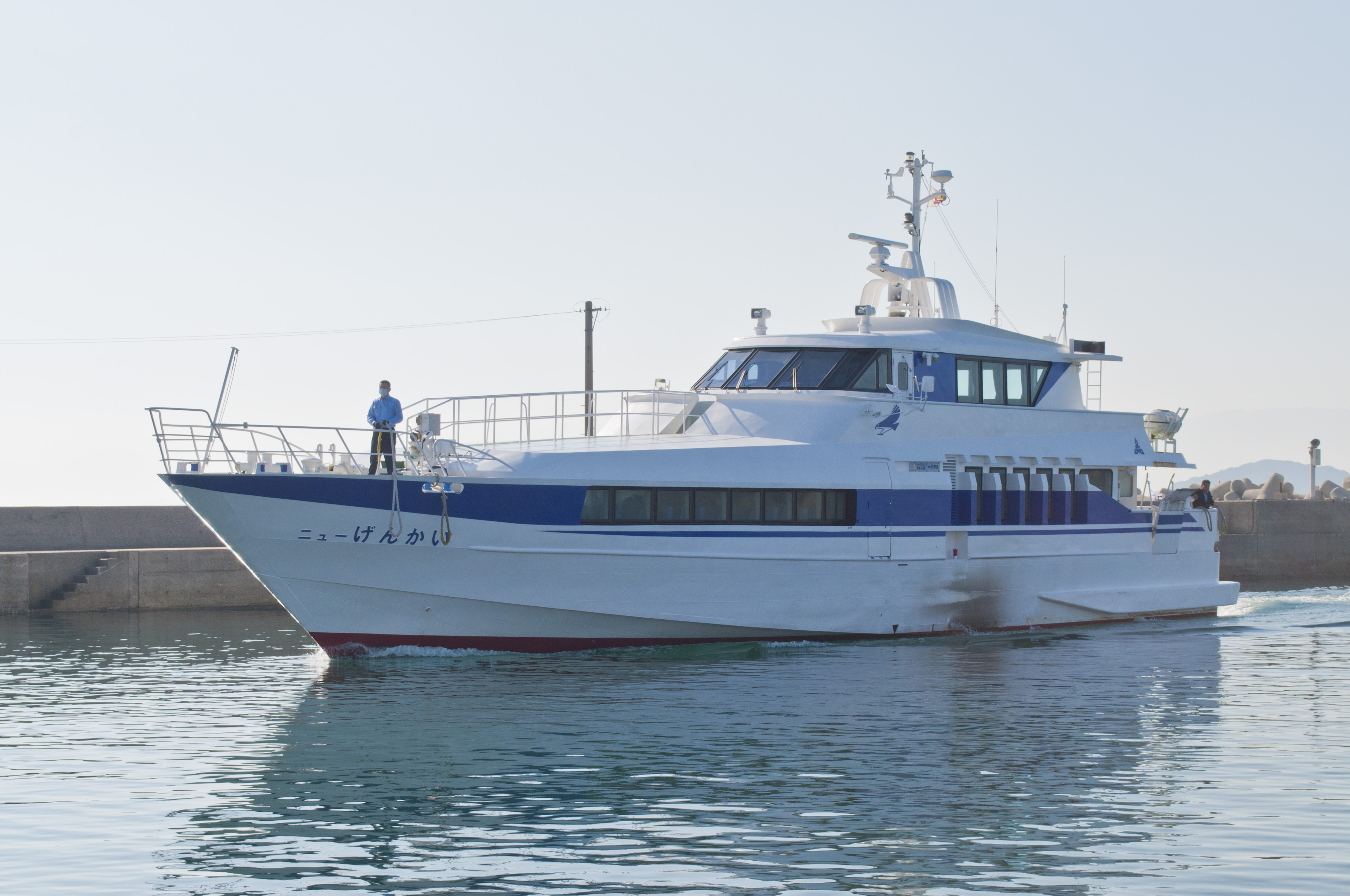
玄界島漁港に入港する「ニューげんかい」(引退)
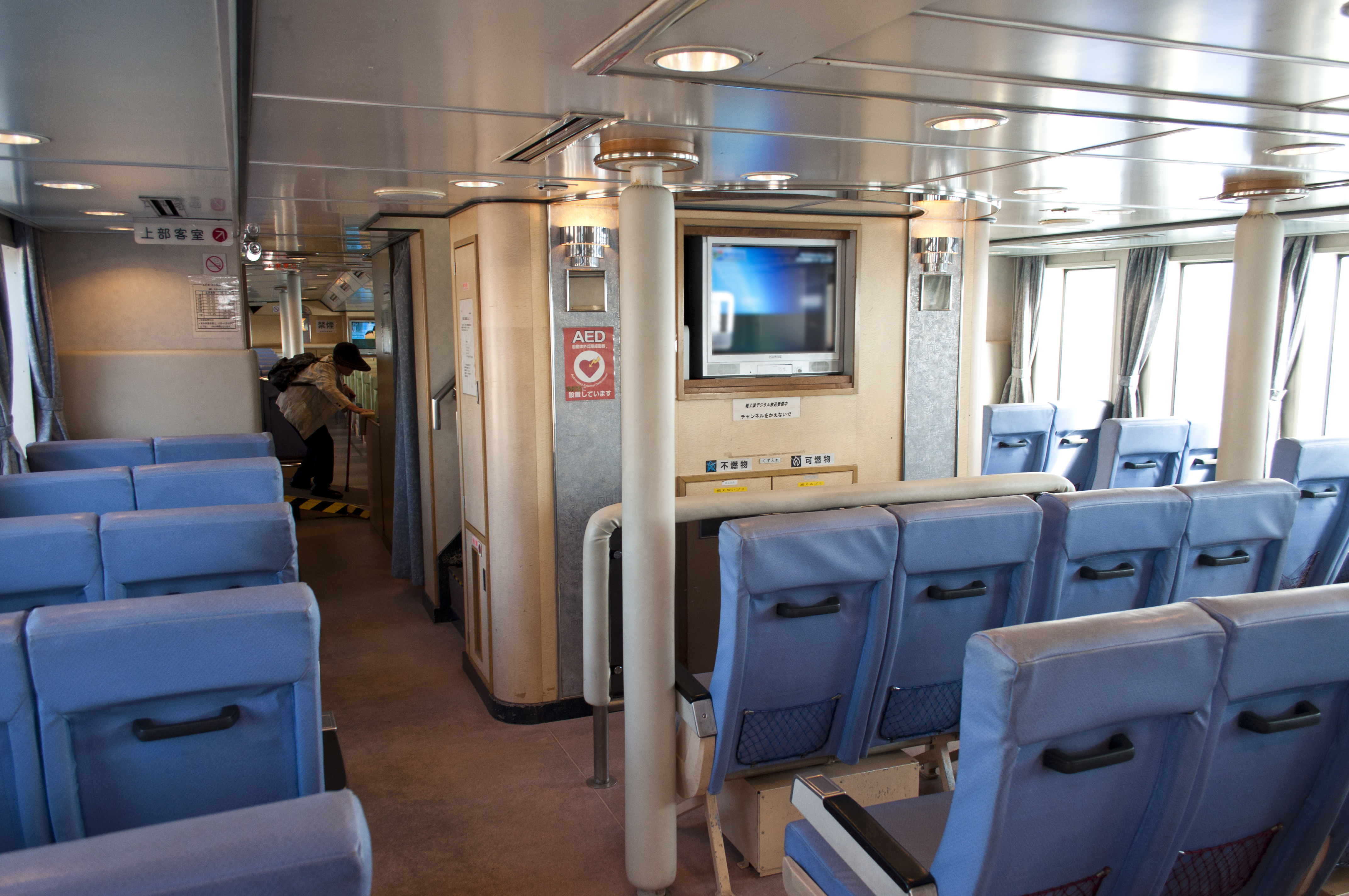
「ニューげんかい」(引退)船内
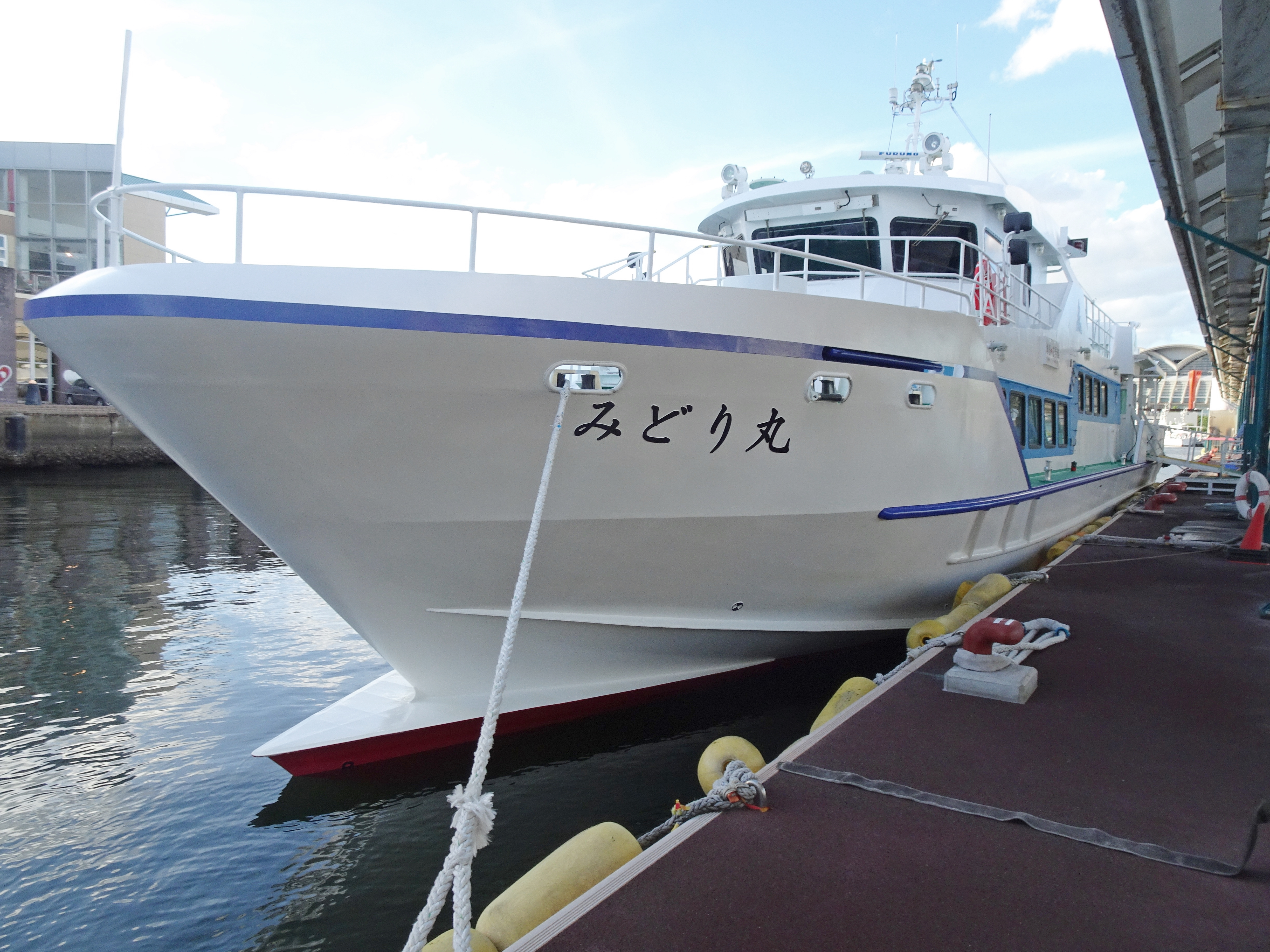
就航中の「みどり丸」
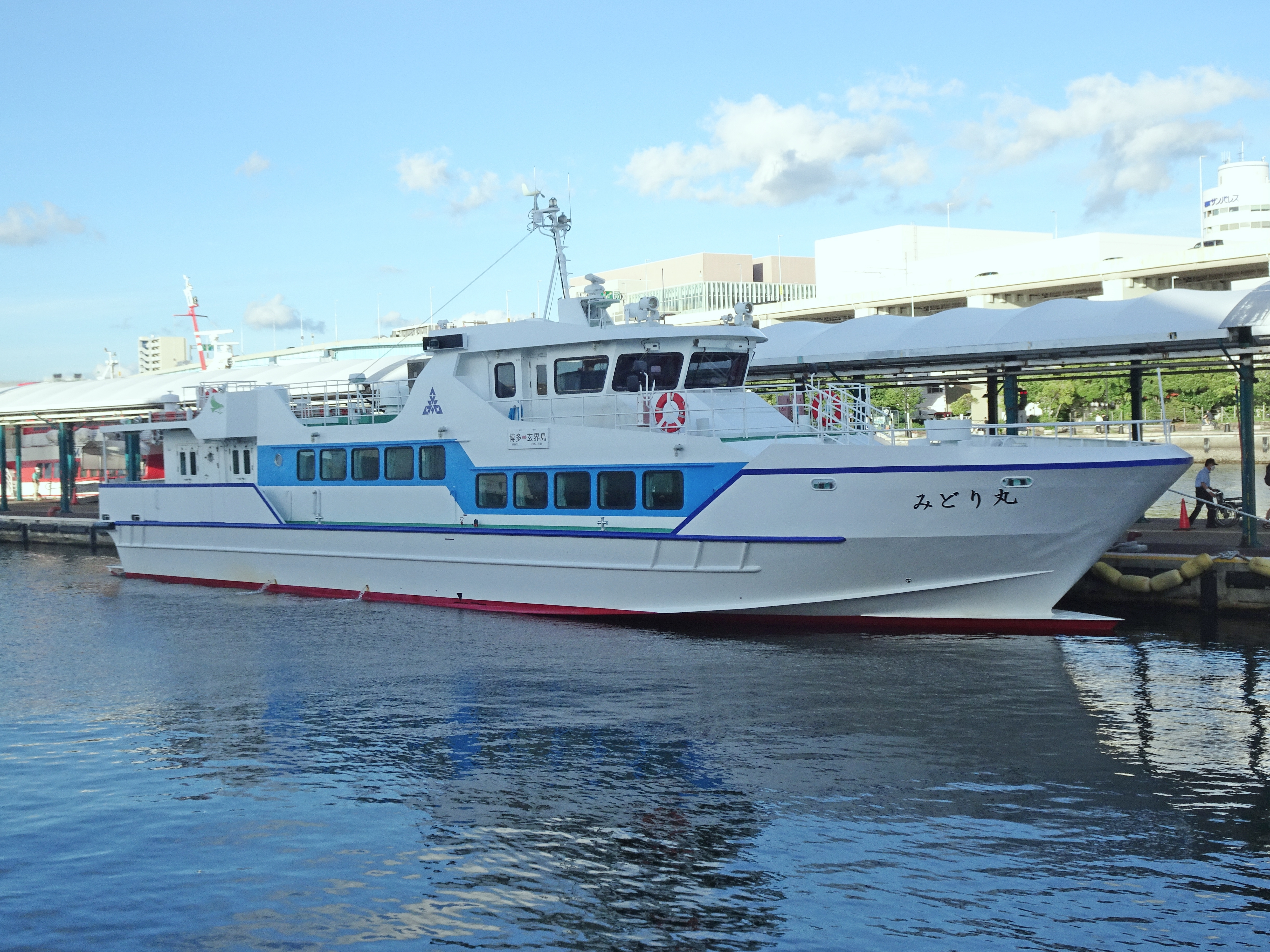
「みどり丸」サイドビュー

### 能古・姪浜航路
運航経路
能古島（西区） - 姪浜
使用船舶

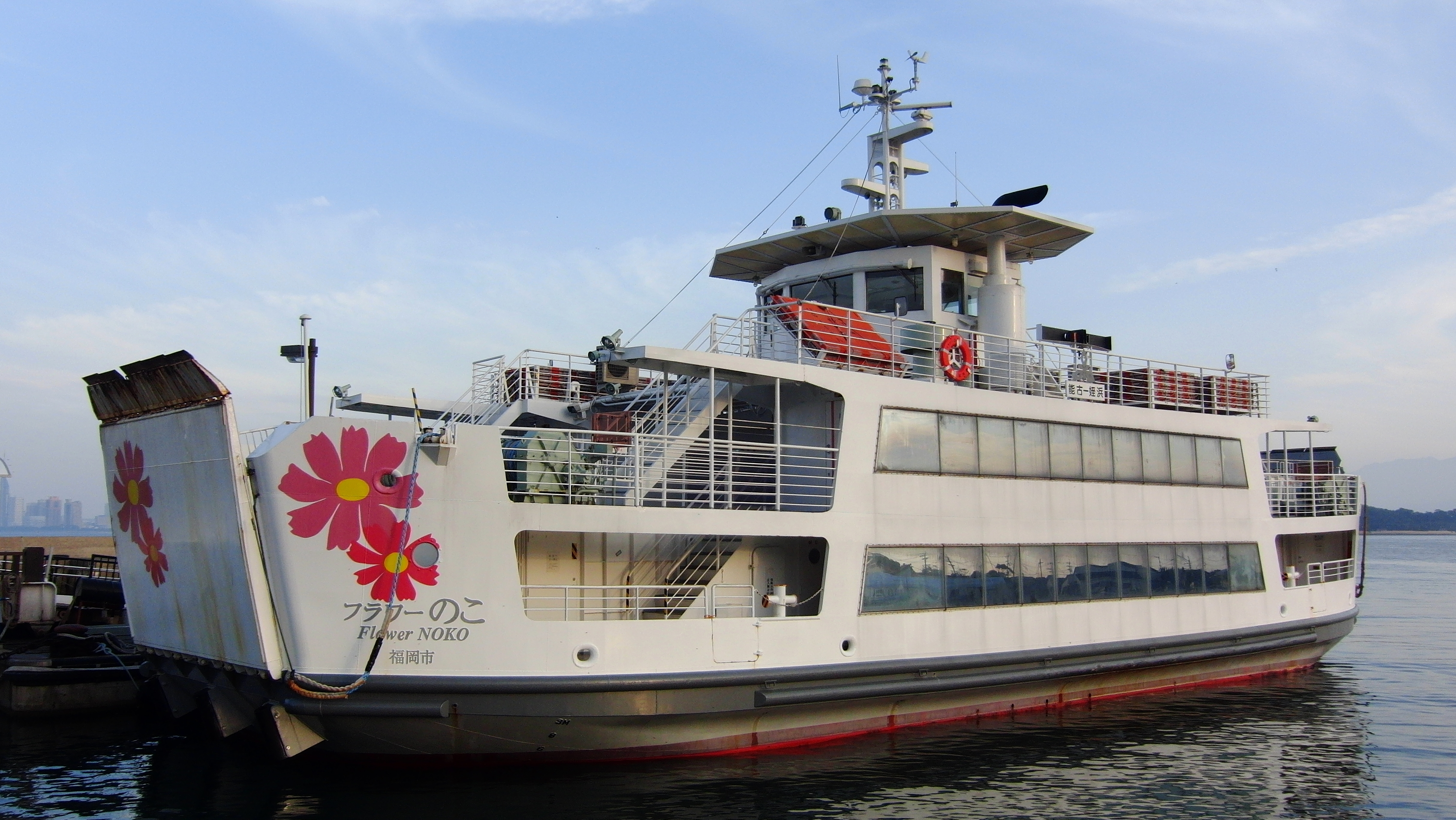
姪浜と能古島の間を運航する福岡市営渡船「フラワーのこ」。

- レインボーのこ（平成13年７月就航・177トン・200人＋乗用車5台）
- フラワーのこ（平成5年10月就航・199トン・300人＋乗用車10台）

福岡市本土側と能古島を結ぶ航路。通常ダイヤではいずれか1隻のみで運航。フェリーを使用し、自動車・バイク・原動機付自転車の輸送が可能。
郵便や宅配など、能古島の生活に必要な車両が優先されるため、レジャー目的での車での来島は控えるよう案内されている。1日23往復（日祝日21往復）の運航であるが、行楽期の休日には臨時便が運航されることがある。所要時間10分。
能古島内で運行される西鉄バスの車両は姪浜旅客待合所に隣接する愛宕浜自動車営業所に所属しており、このフェリーに積載されて回送される。

### 小呂島・姪浜航路
運航経路
小呂島（西区） - 姪浜
使用船舶
- ニューおろしま（73トン・60人）

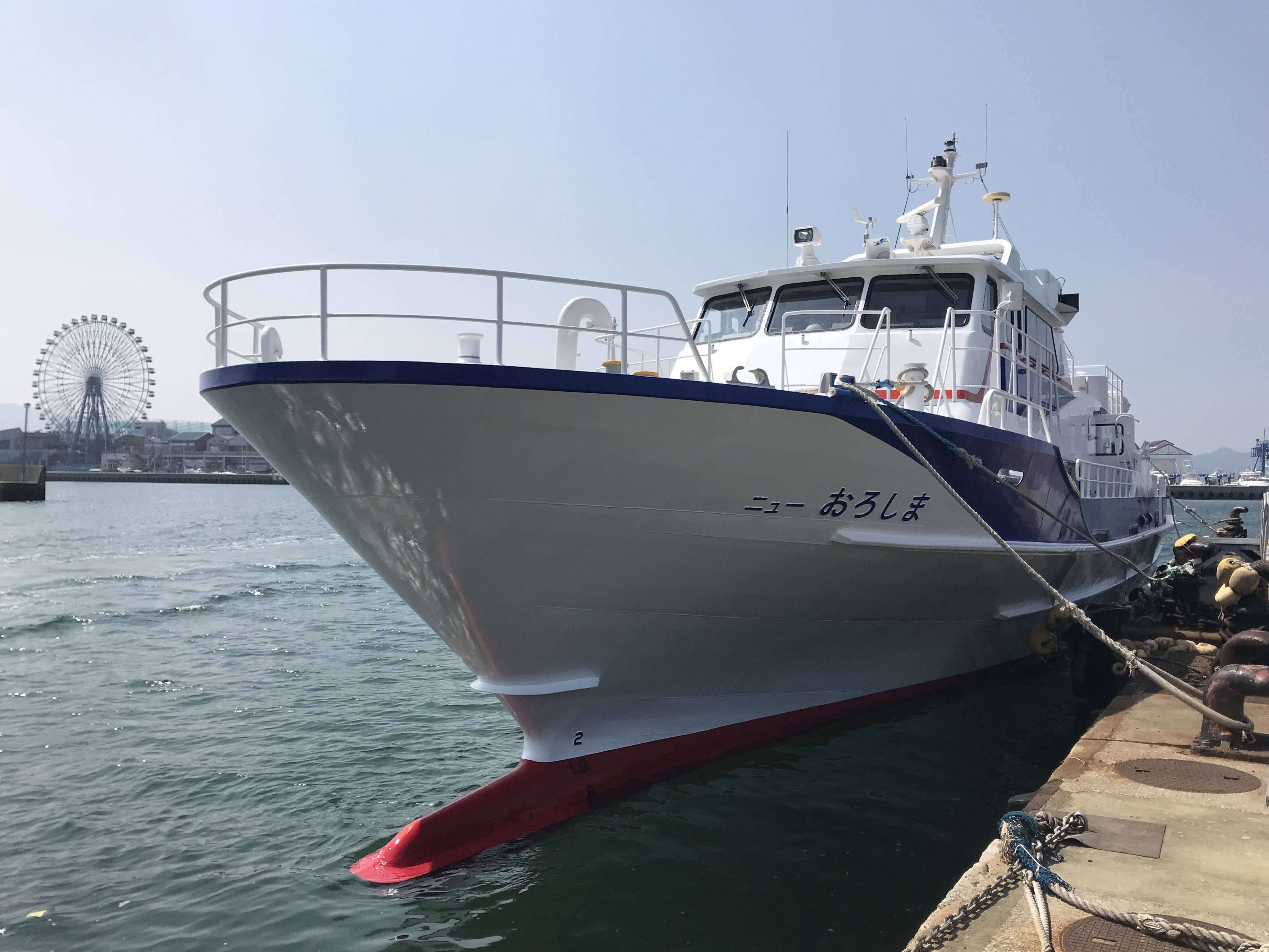
姪浜港に停泊する「ニューおろしま」

- ゆうなみ（99トン・100人[2]） - 他航路（能古航路を除く）との共通予備船。2019年導入。

福岡市本土側と小呂島を結ぶ航路。月・水・金曜日は早朝に小呂島を出港し午後に小呂島に戻る1往復の運航であり、福岡市本土側から小呂島への日帰り利用は不可能。火・木・土・日曜日は朝と午後に1往復ずつの2往復運航。所要時間65分。航路の特殊性から島民等の利用が優先されている。博多湾内で航路が完結せず玄界灘に出ることから、波浪の影響を受けやすく、他航路よりも欠航となることが多い。

### 運賃・乗船券
運賃については 福岡市営渡船時刻表・運賃 を参照。
2015年12月15日より、はやかけんおよびこれと相互利用可能であるSUGOCA・nimoca・Kitaca・Suica・PASMO・TOICA・manaca・ICOCAを利用して自動券売機で乗船券を購入することが可能となった。ただし、電子マネーとしての取扱いのため、PiTaPaは利用できない。また、能古島航路および志賀島航路ではSUNQパス（北部九州版・全九州版）の利用も可能である。
全航路とも、定期乗船券がある。期間は1ヶ月・3ヶ月・6ヶ月でそれぞれ大人用・学生用・学生（小児）用がある。

### ギャラリー

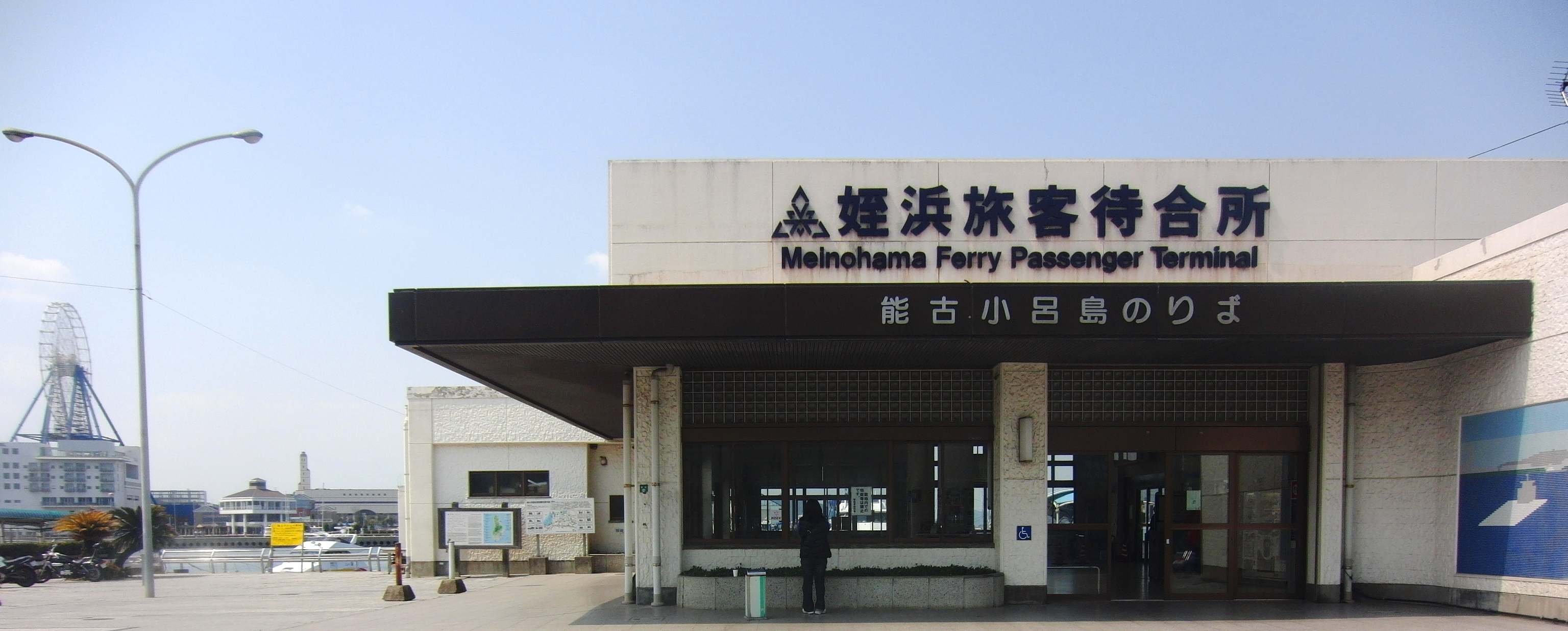
姪浜旅客待合所
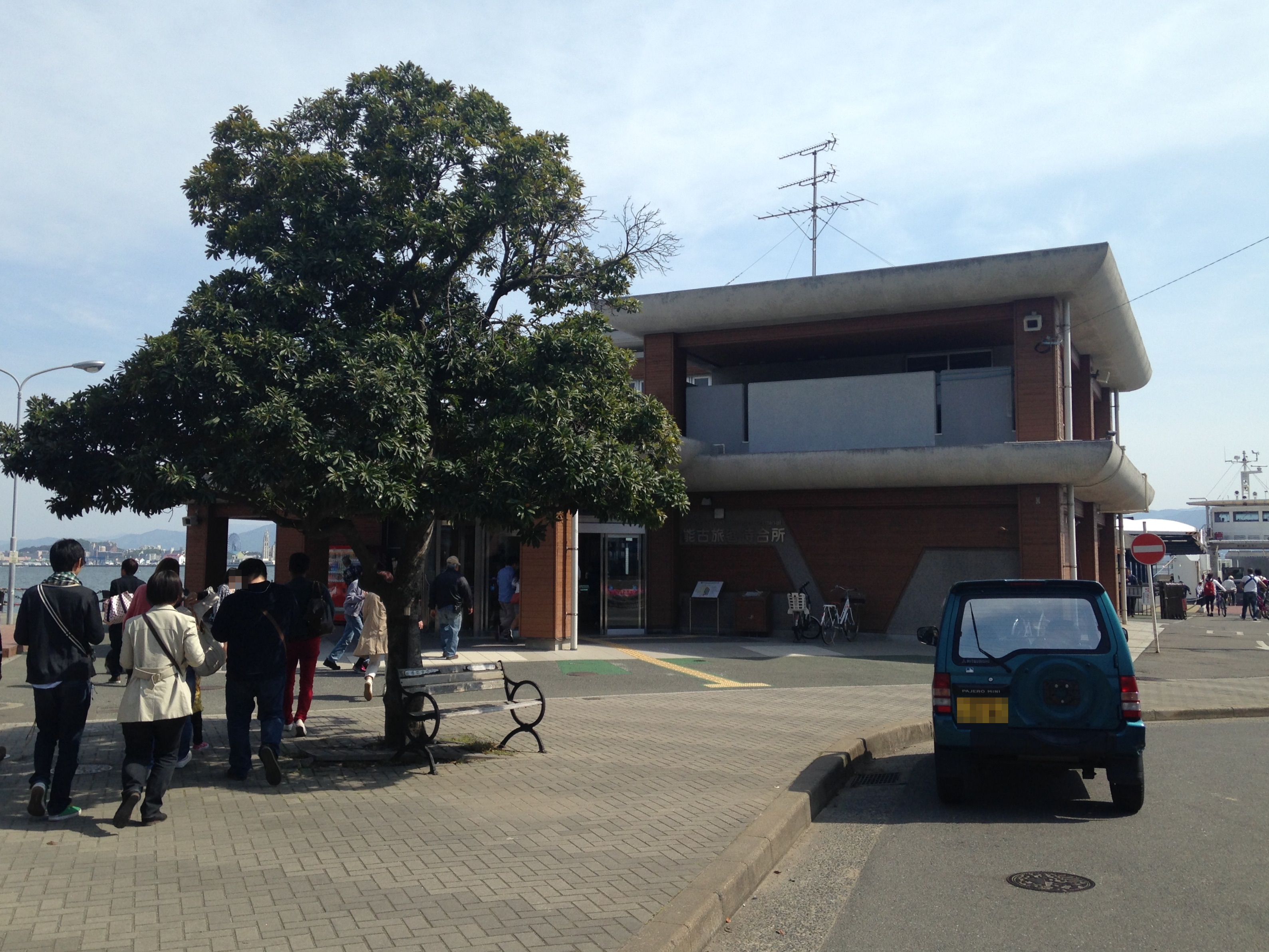
能古旅客待合所
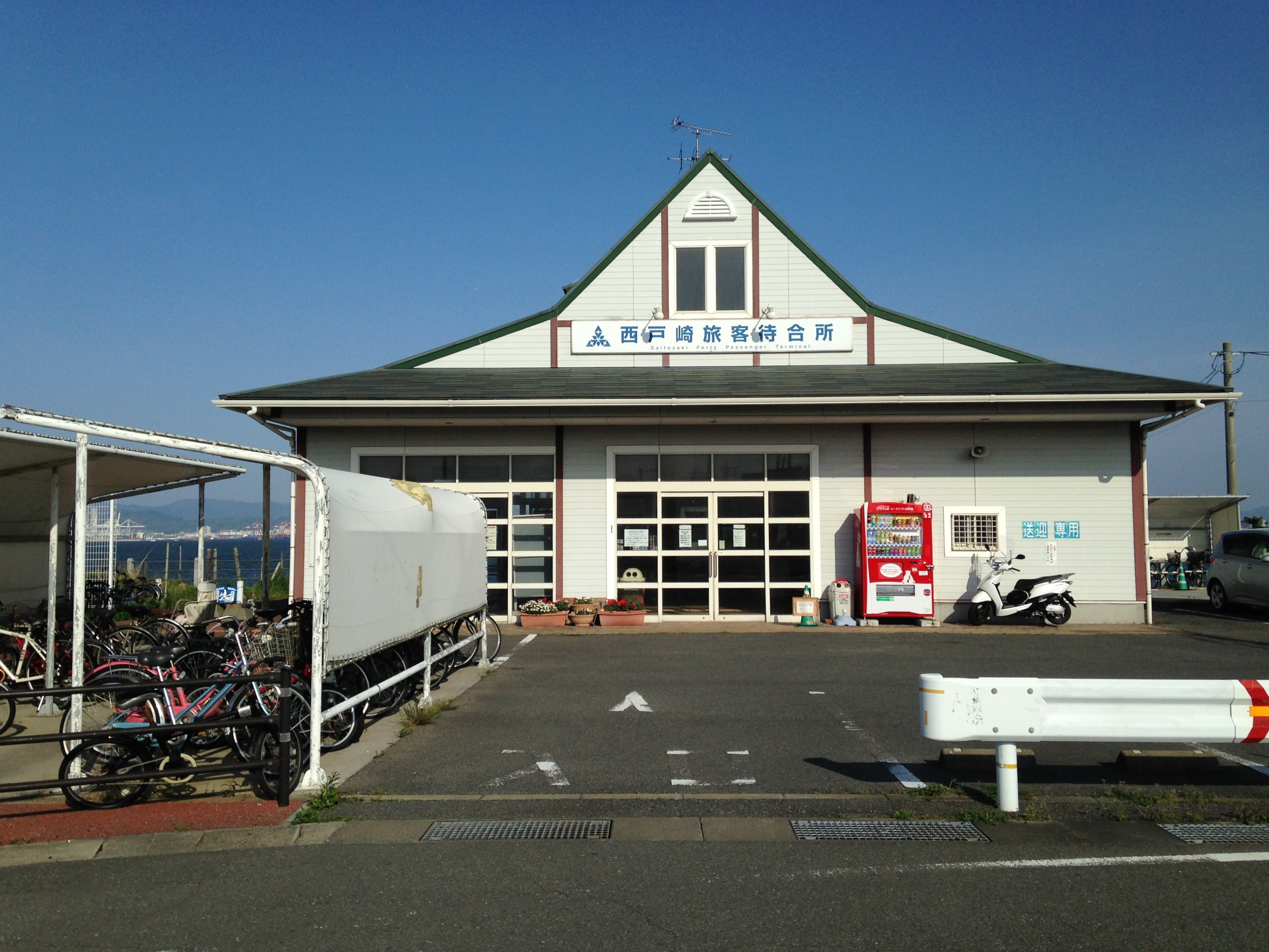
西戸崎旅客待合所
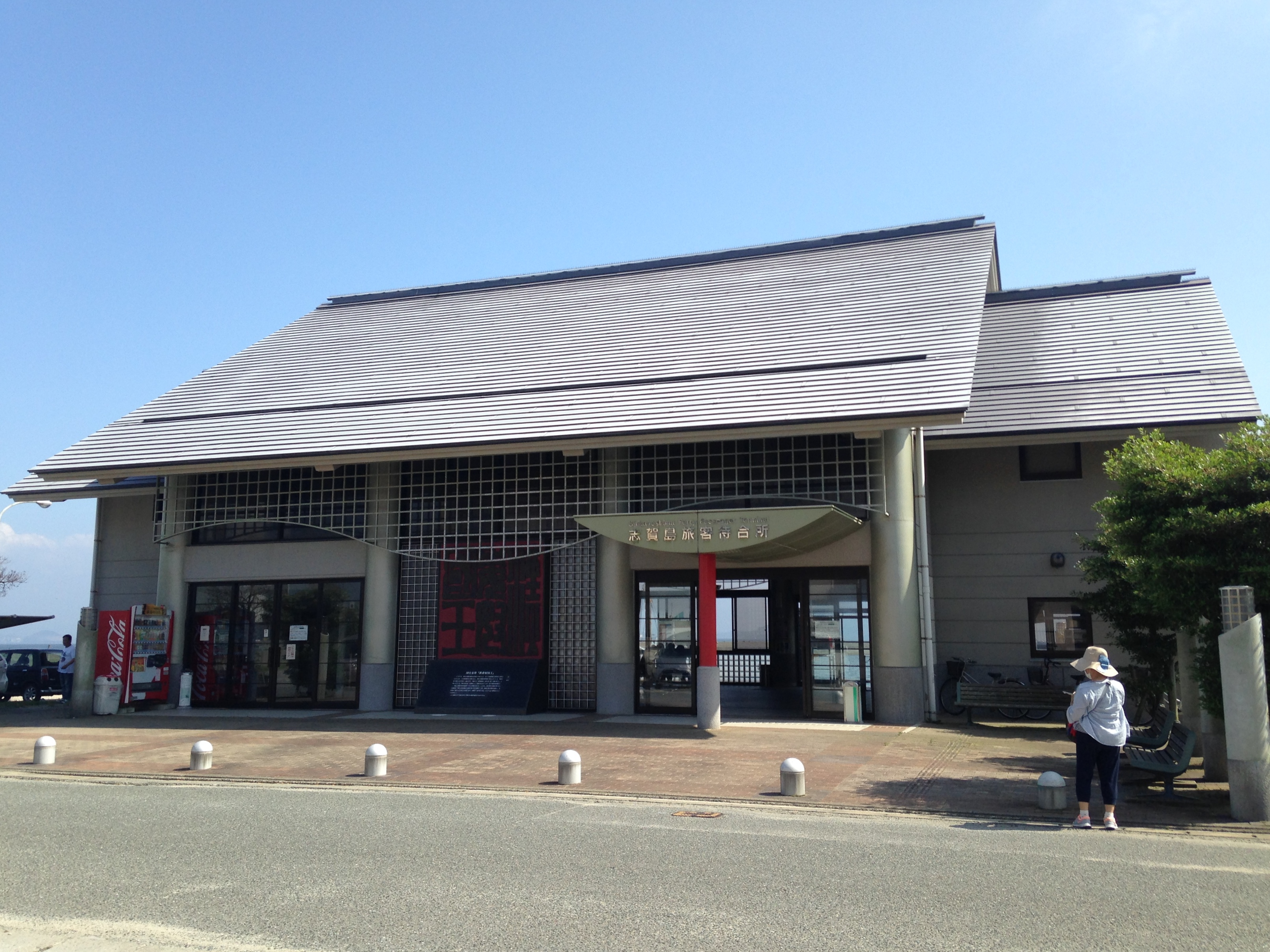
志賀島旅客待合所

## 廃止航路

### 博多・海の中道航路
運航経路
海の中道 - 博多埠頭
使用船舶
- おとひめ（149トン・380人）
- パークライナー

博多・志賀島航路の項にある通り、元々は志賀島航路の途中寄港としてスタートした。その後単独航路として独立したが、2006年に利用低迷により廃止され、航路は安田産業汽船が引き継いだ。外輪船形のパークライナーであったが、末期は志賀島航路をお役ご免となったおとひめ（2代目）による運航であった。

### 宮浦航路
運航経路
玄界島 - 宮浦（西区）
小呂島 - 宮浦（西区）
宮浦航路はいずれも旧北崎村営渡船を引き継いだものである。糸島郡北崎村の村役場は宮浦にあり、特に玄界島は宮浦から至近であったため航海時間が短くて済むなど利便性が高かった。
ところが北崎村が福岡市に編入されると天神など福岡市中心部から離れ鉄道のない宮浦はかえって不便とされ、波の穏やかな博多湾を航行して直接市内中心部に乗り入れた方がむしろ便利であることから、現在のように玄界島からは博多、小呂島からは姪浜の発着に変更され、宮浦発着航路は消滅した。